# Арпая
Арпа̀я (на италиански: Arpaia) е село и община в Южна Италия, провинция Беневенто, регион Кампания. Разположено е на 283 m надморска височина. Населението на общината е 2001 души (към 2010 г.).